# Acanthinus lanceatus
Acanthinus lanceatus es una especie de coleóptero de la familia Anthicidae.

## Distribución geográfica
Habita en Surinam.